# 名探偵は精神分析がお好き
『名探偵は精神分析がお好き』（めいたんていはせいしんぶんせきがおすき）は、中島梓と木田恵子による対談集。
ミステリあるいは名探偵を入口として、精神分析とは何か、あるいは精神分析によって見えてくるものとは何かについて論じた一冊。最終的には、母子関係を中心とした現代人の精神分析にまで至る。4部で構成され、第1部から第3部が両著者による対談、第4部が中島梓による論考となっている。
1991年6月30日に早川書房より単行本（ISBN 4-15-203477-7）として刊行された。

## 内容
- 第一部 推理としての精神分析
- 第二部 人間についての学問
- 第三部 母のために子のために
- 第四部 補足／現代は心理学の世紀である。